# American Ghost Dance
«American Ghost Dance» es una canción de la banda estadounidense de funk rock Red Hot Chili Peppers. Es la tercera canción de su álbum de 1985, producido por George Clinton, Freaky Styley.
La canción homenajea a la "Danza de los espíritus" que las tribus indias estadounidenses utilizaban para evitar que los colonos blancos y la religión los reprimieran. Un dato curioso es que la madre de Anthony Kiedis, vocalista de la banda, es en parte apache.

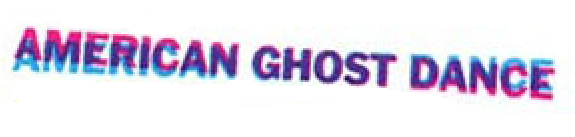
American Ghost Dance.

## Detalle de lanzamiento
| Título                            | Discográfica                     | Número de catálogo               | País                 | Año         | Duración |
| --------------------------------- | -------------------------------- | -------------------------------- | -------------------- | ----------- | -------- |
| Freaky Styley (CD, Álbum, RE)     | EMI-Manhattan Records            | CDP 7 90617 2                    | Estados Unidos       | Desconocido | 3:45     |
| Freaky Styley (CD, Álbum, RE, RM) | Capitol Records, Capitol Records | 72435-40377-2-6, 5403772         | Reino Unido y Europa | 2003        | 3:45     |
| Freaky Styley (CD, Álbum)         | EMI-Manhattan Records            | CDP 7 90617 2                    | Estados Unidos       | 1988        | 3:45     |
| Freaky Styley (CD, Álbum)         | EMI-Manhattan Records            | E2 90617                         | Canadá               | Desconocido | 3:45     |
| Freaky Styley (CD, Álbum, RE, RM) | Capitol Records, Capitol Records | 72435.40377.2.6, 72435-40377-2-6 | Europa               | 2003        | 3:45     |

## Creación
Hillel se separó haciendo alguna parte un registro del disco y me fue a llamar hablando de que estaba listo para volver al ruedo y eso estaba haciendo que me sienta poderoso y bien, así que me dirigí a México con una pista Fostex 4 a escribir algunas canciones y comer unos tacos de pescado. Nos encerramos en una pequeña habitación y empezamos a escribir American Ghost Dance y Catholic School Girls Rule.

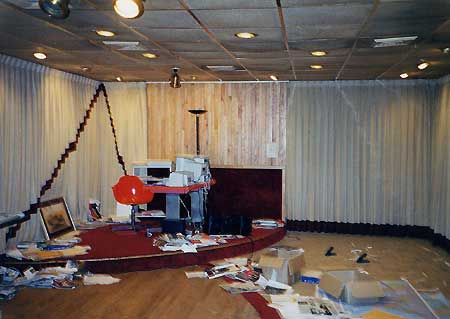
Estudio de grabación de Freaky Styley en 1985.

En la remasterización de Freaky Styley a CD la canción no deja de oírse poco a poco como lo hace en el vinilo original. En la nueva edición, el riff principal suena en un tono y afinación diferente para evitar que la canción llegue a un abrupto final. Debido a eso, la versión del CD es ligeramente más larga que la original del vinilo. La versión original de 1985 dura 3:40 minutos, mientras que la remasterización de 2003 tiene una duración de 3:45 minutos.
En el álbum de la banda de 2006 Stadium Arcadium, la canción "Hump de Bump" se tituló originalmente "Ghost Dance 2000" dado que la línea de bajo es similar a la de la canción de 1985.
La canción posee un video publicado por EMI Music y Warner Chappell, el cual fue filmado en United Sound Systems Recording Studios (enlace roto disponible en Internet Archive; véase el historial, la primera versión y la última)., en Detroit, Míchigan, en mayo de 1985, en el cual la banda interpreta la versión original de estudio de "American Ghost Dance" junto con el tema "Nevermind" (quinto track del álbum).
- Datos: Q2628877